# Anton Flešár
Anton Flešár (Sztropkó, 1944. május 8. – 2024. április 11.) csehszlovák válogatott szlovák labdarúgó, kapus.

## Pályafutása

### A válogatottban
1970 és 1972 között két alkalommal szerepelt a csehszlovák válogatottban. Részt vett az 1970-es világbajnokságon.

## Sikerei, díjai
Dukla Praha
- Csehszlovák bajnok (1): 1965–66
- Csehszlovák kupa (2): 1964–65, 1965–66

Lokomotíva Košice
- Szlovák kupa (1): 1976–77, 1978–79

VSŽ Košice
- Csehszlovák kupadöntős (1): 1979–80
- Szlovák kupa (1): 1979–80

## Statisztika

### Mérkőzései a csehszlovák válogatottban
| Csehszlovákia | Csehszlovákia     | Csehszlovákia                 | Csehszlovákia | Csehszlovákia | Csehszlovákia | Csehszlovákia | Csehszlovákia | Csehszlovákia |
| #             | Dátum             | Helyszín                      | Hazai         | Eredmény      | Vendég        | Kiírás        | Gólok         | Esemény       |
| ------------- | ----------------- | ----------------------------- | ------------- | ------------- | ------------- | ------------- | ------------- | ------------- |
| 1.            | 1970. május 9.    | Luxembourg, Municipal Stadion | Luxemburg     | 0 – 1         | Csehszlovákia | barátságos    | -             | 46'           |
| 2.            | 1972. november 1. | Pozsony, Tehelné pole         | Csehszlovákia | 1 – 3         | NDK           | barátságos    | -             |               |
|               | Összesen          |                               |               | 2             | mérkőzés      |               | 0             | gól           |